# 河合正一
河合 正一（かわい しょういち、1920年（大正9年）11月16日～1986年（昭和61年）11月8日）は、
日本の建築家、建築学者。横浜国立大学教授、昭和大学教授を歴任｡研究テーマは建築意匠論。祖父は建築家の河合浩蔵、父は東京帝国大学医学部教授、詩人の木下杢太郎（本名：太田正雄）］である。帝都復興院の土木部長だった太田圓三は叔父にあたる。

## おもな実績
- 千葉県立上総博物館（設計・河合正一+有田和夫建築研究所）
- 長野県立長野保健所（佐藤鑑＋河合正一）
- 湘南広域都市計画基礎調査
- 集合住宅団地の環境造成計画に関する研究
- 横浜市都心部再開発計画試案
- 横浜市における足貸アパートの実態調査

## 著作
- 桜木町駅を中心とする歩行者流動の実態 : 桜木町駅周辺計画に関する研究・No.2(防災・経済・都市計画,第1回 日本建築祭 研究発表会 学術講演要旨集)｜日本建築学会論文報告集 (103), 407, 1964
- 乗降客動態よりみた桜木町駅の性格 : 桜木町駅周辺計画に関する研究・No.1(防災・経済・都市計画,第1回 日本建築祭 研究発表会 学術講演要旨集)
- 各国の建築教育 彰国社, 1958
- かながわの近代建築 神奈川合同出版, 1983 (かもめ文庫 ; 16)
- 建築学大系. 第34 / 建築学大系編集委員. 彰国社, 1961
- 建築設計製図  理工学社, 1967
- 現代日本建築家全集. 三一書房, 1974
- 落・町並保全と都市計画手法に関する比較研究 横浜国立大学.1978-1979
- 大学における学問. 自然科学編 研究社編集部. 研究社出版, 1970
- 日本近代建築発達過程に於ける建築教育 / 河合,正一,横浜国立大学. 1984年
- 人間のための都市 / パウルハンス・ペータース著を翻訳. 鹿島出版会, 1978. (SD選書;135)
- 日本建築学会大会(関東)の概況(昭和59年度日本建築学会大会報告)|建築雑誌 100(1231), 34-35, 1985年3月号
- 建築構造物の外壁色の見え方 : その1、 横近市関内地区の場合 : 建築計画|学術講演梗概集. 計画系 59(計画系), 1441-1442, 1984年9月
- 「デザイン」という言葉について(デザインの用語について考えること : 会員からの寄稿論文,<特集>第4回春季大会 テーマ/用語を通してデザインを考える-回顧・現状・展望)|デザイン学研究 (42), 228, 1983年5月号
- 教育学部について (大学キャンパス<特集>) -- (横浜国立大学常盤台キャンパス〔設計・横浜国立大学設計委員会〕)|建築文化 (429), p70, 1982年7月号
- キャンパスデザインの理念 (大学キャンパス<特集>) -- (横浜国立大学常盤台キャンパス〔設計・横浜国立大学設計委員会〕)|建築文化 (429), p60-61, 1982年7月号
- 西独における歴史遺産保存と都市計画手法 : その2 バイエルン州における状況|日本建築学会大会学術講演梗概集 56(都市計画・建築経済・住宅問題), 1665, 1981年9月
- 西独における歴史遺産保存と都市計画手法 : その1 ドイツ連邦共和国の記念物保護法|日本建築学会大会学術講演梗概集 56(都市計画・建築経済・住宅問題), 1663, 1981年9月
- 西独における歴史遺産保存と都市計画手法 : その2 バイエルン州における状況|学術講演梗概集. 計画系 56(都市計画・建築経済・住宅問題), 1665-1666, 1981年9月
- 西独における歴史遺産保存と都市計画手法 : その1 ドイツ連邦共和国の記念物保護法|学術講演梗概集. 計画系 56(都市計画・建築経済・住宅問題), 1663-1664, 1981年9月
- アメリカ合衆国に於ける歴史遺産保存 : その2 連邦政府の保存プログラムとその役割 : 都市計画|学術講演梗概集. 計画系 55(都市計画・建築経済・住宅問題), 1423-1424, 1980年9月
- アメリカ合衆国に於ける歴史遺産保存 : その1・連邦政府による法整備と保存理念の確立 : 都市計画|学術講演梗概集. 計画系 55(都市計画・建築経済・住宅問題), 1421-1422, 1980年9月
- 横浜国立大学工学部建築学科 (建築学科への適性と入学試験) (建築(家)教育の可能性)|建築雑誌 94(1153), 15, 1979年7月号
- 追悼のことば (追悼・山本学治君)|建築雑誌 92(1126), 55, 1977年9月号
- 追悼・山本学治君|建築雑誌 92(1126), p55-57, 1977年9月号
- 建築教育における各専門分野のかかわり方|建築雑誌 90(1092), 405-407, 1975年4月号
- 建築教育部門 建築教育における各専門分野のかかわり方 (49年度北陸大会・研究協議会-2-(特集))|建築雑誌 90(1092), p405-407, 1975年4月号
- 保存とは金のかかる事業であり,建築も金のかかるものであること (歴史的環境の保存-2-)|近代建築 27(2), 33, 1973年2* 保存と意匠 : 環境保全と新開発デザインの問題(建築史・意匠部門,<主集>45年度日本建築学会関東大会)|建築雑誌 86(1033), 91-92, 1971年2月号
- 計画要因としての人口圧予測 : その2. タイムディスタンスと人口増の相関 : 都市計画|大会学術講演梗概集. 計画系 43(計画系), 597-598, 1968年9月